# Meksyk na Letnich Igrzyskach Olimpijskich 1936
Meksyk na Letnich Igrzyskach Olimpijskich 1936 w Berlinie reprezentowało 32 zawodników: 32 mężczyzn i 0 kobiet. Był to 5. start reprezentacji Meksyku na letnich igrzyskach olimpijskich.
Najmłodszym meksykańskim zawodnikiem na tych igrzyskach był 18-letni bokser, Sabino Islas, natomiast najstarszym 41-letni strzelec, Alvaro García. Chorążym reprezentacji podczas ceremonii otwarcia był Tirso Hernández.

## Zdobyte medale
| Medal  | Zawodnik | Dyscyplina   | Konkurencja      | Data        |
| ------ | --- | ------------ | ---------------- | ----------- |
| · Brąz | Juan Gracia, Julio Mueller, Antonio Nava, Alberto Ramos | · Polo       | Turniej polo     | 8 sierpnia  |
| · Brąz | Carlos Borja, Víctor Borja, Rodolfo Choperena, Luis Ignacio de la Vega, Raúl Fernández, Andrés Gómez, Silvio Hernández, Francisco Martínez, Jesús Olmos, José Pamplona, Greer Skousen | · Koszykówka | Turniej mężczyzn | 14 sierpnia |
| · Brąz | Fidel Ortiz | · Boks       | Waga kogucia     | 15 sierpnia |